# بومة كميت الكونغو
بومة كُميت الكونغو (الاسم العلمي: Phodilus prigoginei)، نوع من البومة تنتمي إلى فصيلة الهامة. يقتصر وجودها على منطقة صغيرة في صدع ألبرتين في شرق وسط أفريقيا.